# 610 in 2D
610 in 2D è un programma radiofonico italiano in onda, in diretta, il 13 dicembre 2010 su Rai Radio 2 e in TV, prima su Rai News e poi su Rai 5, con la regia di Fabrizio Trionfera.

## Descrizione
Spin-off del programma 610, il 13 dicembre 2010 va in onda, dalla Sala A di via Asiago in Roma, in diretta su Radio, Web ed in differita su Rai News. Si tratta della versione serale del programma condotto da Lillo & Greg con Alex Braga, con l'intenzione di mostrare agli ascoltatori quello che alla radio solitamente si ascolta soltanto. Protagonisti di questa serata sono, oltre ai conduttori, Nino Frassica, Caterina Guzzanti, Paola Minaccioni, Federica Cifola, i The Blues Willies, Massimo Bagnato, Chiara Sani, Simone Colombari e Virginia Raffaele.
Il 4 marzo 2011 il varietà è trasmesso su Rai 5, dopo essere stato replicato in precedenza su Rai Radio 2. In questa occasione è presente, tra gli altri, anche Max Pezzali, reduce dalla sua ultima partecipazione al Festival di Sanremo 2011.

### Ascolti
Il 13 dicembre, quando il varietà radiofonico viene trasmesso da Rai News, doppia in ascolti la diretta concorrenza di Sky TG24.